# География на Еквадор
Еквадор е държава в западната част на Южна Америка, разположена между Амазонската низина на изток и Тихия океан на запад. Площта ѝ възлиза на 283 560 km², а населението към 1 януари 2021 г. – 17 716 000 души. Столица е град Кито.

## Географско положение, граници, големина, брегове
На север Еквадор граничи с Колумбия (дължина на границата 586 km), а на изток, югоизток и юг – с Перу (1228 km). Общата дължина на сухоземните граници (в т.ч. речни) е 1814 km. Дължината ѝ от север на юг е 700 km, а от запад на изток – 650 km. На запад Еквадор се мие от водите Тихия океан с дължина на бреговата линия 887 km). Бреговете на страната са слабо разчленени, предимно ниски, на много места заблатени и обрасли с мангрови гори. По крайбрежието има само три по-големи залива: Анкон де Сардинао (на север), Манта (в средата) и Гуаякил (на юг). На страната принадлежат и островите Галапагос (площ 8010 km²), разположени на около 1000 km на запад, в Тихия океан. Най-големият остров в близост до континенталния бряг е Пуна, намиращ се в залива Гуаякил.
Крайни точки:
- крайна северна точка – континентална – 1°27′15″ с. ш. 78°59′40″ з. д. / 1.454167° с. ш. 78.994444° з. д., нос Галинас, на брега на Тихия океан, на границата с Колумбия); островна – 1°40′54″ с. ш. 92°00′17″ з. д. / 1.681667° с. ш. 92.004722° з. д., остров Дарвин, от о-вите Галапагос.
- крайна южна точка – 5°00′52″ ю. ш. 79°00′54″ з. д. / 5.014444° ю. ш. 79.015° з. д., на левия бряг на река Майо (ляв приток на Мараньон, на границата с Перу.
- крайна западна точка – континентална 2°11′23″ ю. ш. 81°00′41″ з. д. / 2.189722° ю. ш. 81.011389° з. д., нос Санта Елена, на брега на Тихия океан; островна – 1°40′44″ с. ш. 92°00′30″ з. д. / 1.678889° с. ш. 92.008333° з. д., остров Дарвин, от о-вите Галапагос.
- крайна източна точка – 0°57′55″ ю. ш. 75°11′54″ з. д. / 0.965278° ю. ш. 75.198333° з. д., ляв бряг на река Напо, на границата с Перу.

## Релеф, климат, води, почви, растителност, животински свят
Еквадор е разположен основно в екваториалните ширини, но природните му условия са много разнообразни. В страната ясно се разграничават 3 главни региона: Ориенте – на североизток, Сиера – в центъра и Коста – на запад.
Районът Ориенте представлява предпланинска равнина с височина от 180 до 700 m, с отделни масиви на запад достигащи до 3800 m височина. Климатът е екваториален, с годишна сума на валежите 3000 – 4000 mm. Речната мрежа е много гъста, като тук протичат горните течения на най-големите реки в Еквадор, принадлежащи към басейна на река Амазонка – Путумайо (1610* km), Напо (1130* km), Тигре, Пастаса (710* km) и др. Растителността е представена от влажни вечнозелени гори (т.н.хилеи).
Районът Сиера обхваща планинската система на Андите и се състои от две успоредни вериги – Източни Кордилери (Кордилера Реал) и Западни Кордилери, които обграждат междупланински котловини, лежащи на височина 2500 – 2800 m. По вътрешните склонове на Кордилерите се издигат конусите на угаснали (Чимборасо, 6267 m, най-високата точка на страната) и действащи (Котопахи, 5896 m) вулкани. Климатът е екваториален, планински, а на юг субекваториален. Годишната сума на валежите варира от 400 до 1200 mm в котловините и до 6000 mm по източните склонове на планините. Средните месечни температури в град Кито (на височина 2812 m) са 12,8 – 13,2°С, но много типични са големите денонощни амплитуди. Външните склонове на Сиера, на височина до 3000 m са покрити с планински влажни вечнозелени гори, в които виреят много ценни дървесни видове (хининово дърво, балсово дърво, каучуконосни дървета и др.). Нагоре склоновете са заети от екваториални планински гори – парамос, а над 4500 – 4700 m следват вечни снегове. Вътрешните котловини са покрити с плодородни вулканични почви, които са земеделски усвоени, а някои от от тях се използват и за пасища.
Районът Коста представлява крайморска низина, обхващаща подножията на планините, водосборния басейн на река Гуаяс (влива се в залива Гуаякил) и брегово плато с височина 300 – 700 m. Климатът е субекваториален, горещ. Средните месечни температури са от 23 до 27°С, а годишната сума на валежите е от 900 – 1400 mm на север до 100 mm на юг. Тук най-големите реки са: Дауле (330 km) и Есмералдас (210 km). Вечнозелените гори на север се сменят с листопадни и редки гори в центъра и полупустини на югозапад. Животинският свят на Еквадор е много богат. В страната се срещат почти всички представители на Бразилската зоогеографска подобласт на Неотропичната област.

## Геоложки строеж, полезни изкопаеми
Източната част на Еквадор е разположена в пределите на Южноамериканската платформа. Седиментният чехъл е представен от слабонагънати палеозойски, мезозойски и кайнозойски наслаги. На запад от платформата се простира предното пропадане Икитос, запълнено с палеоген-миоценски моласи. Хребетите на Андите и Притихоокеанската равнина се отнасят към Андския (Кордилерски) геосинклинален нагънат пояс, обхващащ континента Южна Америка от север, запад и юг. Източните Кордилери (Кордилера Реал) представлявта антиклинорий, в осовата част на който се откриват метаморфозирани докамбрийски скали – от долния палеозой, препокрили миогеосинклиналните комплекси от палеозоя, мезозоя и кайнозоя, и, които са развити в източна посока. Западните и Източните Кордилери са разделени от грабена Кито, запълнен с кайнозойски вулканогенно-седиментни образувания. В евгеосинклиналната зона на Западните Кордилери нагънатите базалтови наслаги от палеозоя и кредата, са пронизани от гранитни интрузии от горната креда до палеогена и частично са препокрити с неоген-антропогенови андезито-базалти. Крайбрежната част на Еквадор (миогеосинклиналната зона) е изградена от морски и континентални скали с кредна, палеогенова и неогенова възраст, които в падината Гуаякил са препокрити от антропогенни наслаги.
В недрата на Еквадор има нефт (достоверни запаси над 340 млн. т), природен газ (около 142 млрд.m³), кафяви въглища (общи запаси 30 млн.т), мед (500 хил.т), молибден (20 хил.т), сребро, злато, антимон, сяра и др. Основните нефтени и газови находища (Лаго Агрио, Бермехо, Атакапи и др.) са привързани към кредните наслаги в предното пропадане Икитос и към крайбрежната зона (Гуаякил). Въглищните находища (басейните Агосес Библиан, Лоха и др.) са привързани към палеогеновите наслаги във вътрешноандийския грабен, а находищата на мед и молибден (Чауча и др.), сребро, злато и др. – към кайнозойските интрузии в Андите.